# Green Creek (vattendrag i Antarktis, lat -77,62, long 163,07)
Green Creek är ett vattendrag i Antarktis. Det ligger i Östantarktis. Nya Zeeland gör anspråk på området.